# Najib Roger Accar
Najib Roger Accar née en 1918 à Faranah et mort le 10 janvier 2005 à Conakry, il était un médecin et homme politique guinéen.

## Parcours professionnel
Najib Roger a servi dans le premier conseil du bureau politique de la première république de Guinée en tant que ministre de la Santé à partir de 1957 et ministre des Transports à partir en 1963. Il a également été secrétaire général des services de la présidence et de l'Intérieur.
Nagib Roger Accar était un franco-guinéen qui était le ministre de la santé de la Guinée lorsque le pays a gagné son indépendance en 1958. Il était chirurgien et a contribué à la construction de nombreuses infrastructures de santé et hôpitaux dans le pays. En 1963, il devient ministre des Transports, mais il quitte la Guinée sous le gouvernement de Sékou Touré en raison de problèmes politiques.
Il a vécu en France où il a été chirurgien chef au CHU de Normandie. il revient en Guinée après la mort du président Sékou Touré où il est décédé à Conakry en janvier 2005.